# Monte Hamiguitan
Il Monte Hamiguitan è uno stratovulcano inattivo alto 1.620 metri delle Filippine, situato nella regione di Davao Oriental, sulla grande isola di Mindanao, nell'estrema parte meridionale dell'arcipelago.
La sua area è una delle zone a maggiore biodiversità del paese, dal 2003 proclamata area naturale protetta con la denominazione di Oasi naturalistica della catena del monte Hamiguitan, dal 2014 inserita nella lista dei patrimoni dell'Umanità protetti dall'UNESCO.